# محطة قطار برهوم
مَحطة برهوم هي محطة قطار جزائرية تقع في إقليم بلدية برهوم بولاية المسيلة.

## الموقع
تَقع المحطة على ارتفاع 597 م، عند نقطة الكيلومتر (PK) 103 من الخط الممتد من عين التوتة إلى المسيلة، حيث تسبقها محطة ماكرة وتتبعها محطة أولاد درارج.

## الخدمة
في عام 2023، لن يتم خدمة المحطة بواسطة قطارات شركة النقل بالسكك الحديدية الوطنية.

## روابط خارجية
- "SNTF". Société nationale des transports ferroviaires (SNTF). مؤرشف من الأصل في 2025-06-02..